# Västerkläpparna, Kimitoön
Västerkläpparna är klippor i Finland.   De ligger i kommunen Kimitoön i landskapet Egentliga Finland, i den södra delen av landet, 150 km väster om huvudstaden Helsingfors.
Terrängen runt Västerkläpparna är platt. Runt Västerkläpparna är det glesbefolkat, med 14 invånare per kvadratkilometer. Närmaste större samhälle är Dragsfjärd, 11,6 km öster om Västerkläpparna. 